# Plaza Savonarola

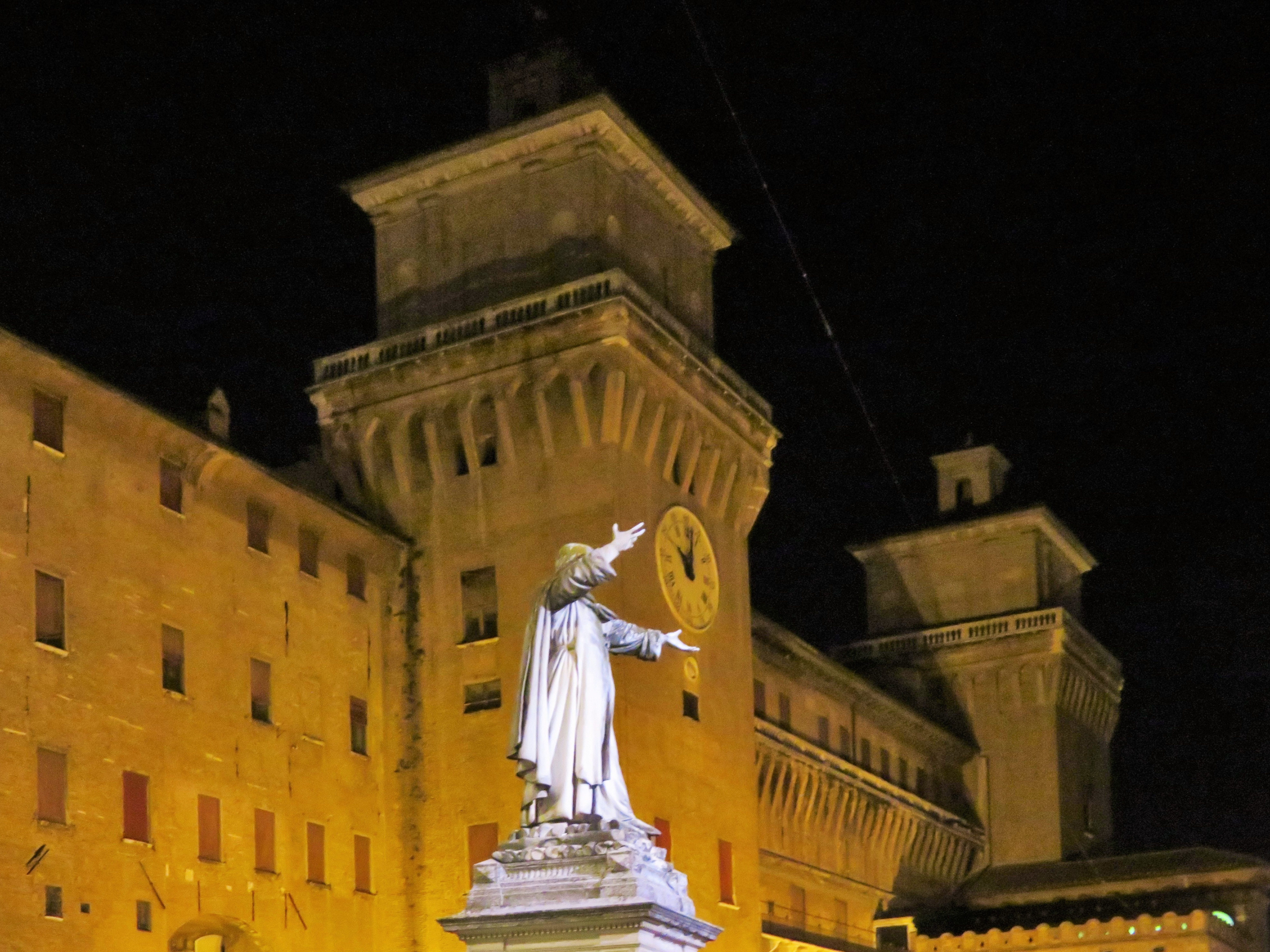
Estatua de Savonarola y sobre el fondo la torre Marchesana del Castillo Estense.

Piazza Savonarola es una plaza de la comunidad italiana de Ferrara en el centro histórico de la ciudad. 

## Historia
En el pasado, la Piazza Savonarola formaba parte de la Piazza della Pace (que luego se convirtió en Corso Martiri della Libertà).
Está encerrado entre la loggia dei Camerini, el pórtico renacentista del Ayuntamiento , la Via Coperta y el foso del Castillo de Estense. La Via Coperta, que domina la plaza, es un edificio construido en cinco arcos creados para unir el Castillo Estense al Palacio Municipal. 

### El nombre
El nombre de la plaza proviene del fraile Girolamo Savonarola, quemado en Florencia el 23 de mayo de 1498. 
La estatua de Savonarola (por Stefano Galletti) se encuentra en el centro de la plaza desde 1875 , colocada sobre una base de mármol blanco.  Representa al fraile con los brazos levantados en una de las muchas invectivas que caracterizaron su actividad como predicador.

## Lugares de interés

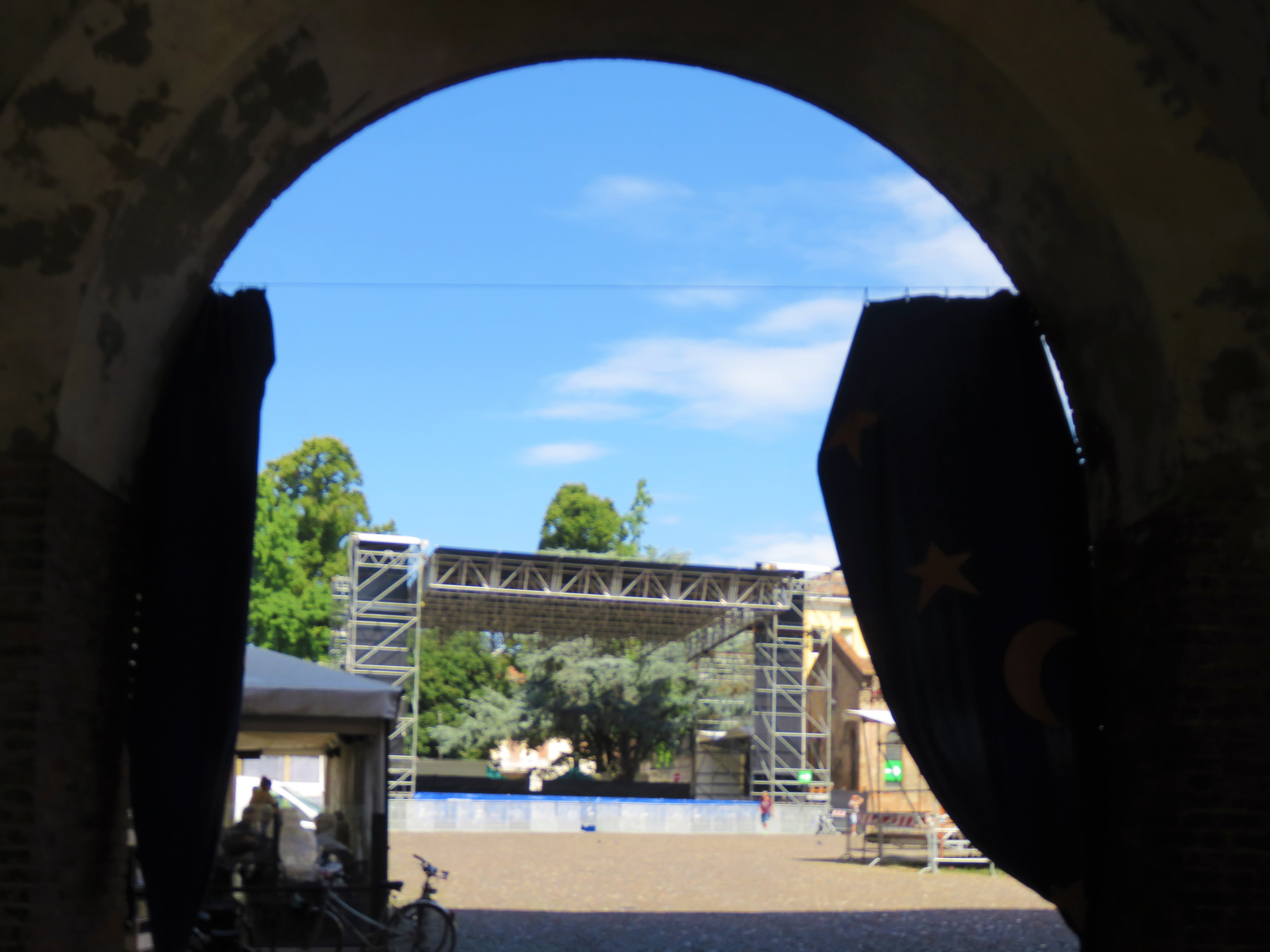
Plaza Castillo vista por plaza Savonarola con el escenario en allestimento para un espectáculo.

La plaza comunica con la adyacente piazzetta del Castillo en la cual se aguantan varios espectáculos al aire libre, entre estos los conciertos del festival musical Ferrara Bajo las Estrellas.
Sobre la columna del palacio Municipal que se affaccia sobre la plaza se encuentra el Padimetro,  el idrometro monumental que acuerda el nivel alcanzado del río Po a Pontelagoscuro en algunos momentos históricos.